# 小平市立小平第五中学校
小平市立小平第五中学校（こだいらしりつ こだいらだいごちゅうがっこう）は、東京都小平市小川町一丁目にある公立の中学校である。
現校長は、伊藤克行（いとうかつみち）である。令和７年度の生徒数は約640名である。
通常の学級の他、特別支援学級（８組）及び特別支援教室（一橋）が設置されている。

## 沿革
- 1970年（昭和45年）9月25日 - 小平市議会にて、小平市立小平第二中学校の分校として、本校設置の決議がされる。
- 1971年（昭和46年）4月  1日 - 開校
- 1971年（昭和46年）6月  7日 - 開校記念日
- 1971年（昭和46年）7月13日 - 校章制定
- 1972年（昭和47年）1月17日 - 校歌制定
- 1997年（平成   9年）4月  1日 - 標準服改定
- 2013年（平成25年）4月  1日 - 第13代校長　髙山 知機、就任
- 2018年（平成30年）4月  1日 - 第14代校長　青木 由美子、就任
- 2022年（令和   4年）4月  1日 - 第15代校長　伊藤 克行、就任
- 2025年（令和   7年）4月  1日-学校経営協議会設置（コミュニティ・スクール）

## 教育目標
- 考える人
- たくましい人間
- 思いやりのある人間

## 学校行事
- ４月　入学式
- ５月　音楽鑑賞教室（２年・８組）、生徒総会、運動会
- ６月　開校記念日（６月７日）、期末考査
- ７月　個人面談
- ９月　生徒会役員選挙、中間考査
- 10月　道徳授業地区公開講座、修学旅行（３年）、合唱コンクール
- 11月　期末考査、職場体験（２年）
- 12月　五中校区児童会生徒会サミット
- １月　スキー移動教室（１年）、職場体験（８組）
- ２月　中学校体験入学、校外学習（２年）、学習発表会
- ３月　卒業式、離任式、修了式

※令和７年度実績

## 校区
- 中島町の全域
- 上水新町一丁目から三丁目の全域
- たかの台の全域
- 小川町一丁目の全域
- 栄町一丁目の全域
- 津田町一丁目の1番から19番

## 交通
- 西武鉄道国分寺線 鷹の台駅から徒歩約20分
- JR武蔵野線 新小平駅からバス10分、徒歩約５分
- JR立川駅からバス約30分、徒歩約10分